# Francesca Español i Bertran
Francesca Español i Bertran (Vilallonga del Camp, 1956) és professora titular de la Universitat de Barcelona. Treballa en la investigació i la docència sobre la història de l'art d'època medieval i del món antic. La seva tesi doctoral Sicut ut decet. Nobleza y espacio funerario en la Cataluña bajo medieval està dedicada als sepulcres i panteons dels Montcada a Avinganya i Lleida, i dels Queralt a Santa Coloma. Ha realitzat estudis iconogràfics sobre l'encontre dels tres vius i els tres morts, ha investigat sobre diversos artistes de l'àmbit català, dels quals destaquen el Mestre del frontal de Santa Tecla, Berenguer Ferrer, Jordi Safont, Jean Avesta, Bartomeu de Robió, Joan de Tournai i Jaume Cascalls. Principalment les seves recerques es concentren en la promoció artística i en els usos i funcions de l'arquitectura romànica i gòtica. Ha participat en nombrosos congressos i conferències. Ha codirigit el Catàleg d'escultura i pintura medievals del Museu Frederic Marès de Barcelona (Barcelona: Ajuntament de Barcelona, 1991). Des de 2009 presideix l'associació Amics de l'Art Romànic, filial de l'Institut d'Estudis Catalans.
Les seves publicacions més rellevants són: 
- Egipto, Barcelona: Ed. Ariel, 1988.
- Arte gótico I, Madrid: Historia 16, 1991.
- L'arquitectura religiosa romànica a la Conca de Barberà i Segarra tarragonina, Montblanc: Centre d'estudis de la Conca de Barberà, 1991.
- Guillem Seguer de Montblanc. Un mestre tres-centista, pintor i arquitecte, Montblanc: Consell Comarcal de la Conca de Barberà, 1994.
- Sant Benet de Bages, Barcelona: Angle Editorial, 2001.
- El gòtic català, Barcelona: Angle Editorial, 2002.
- El romànic català, Barcelona: Angle Editorial, 2007.
- L'art dels reis catalans, Barcelona: Angle Editorial, 2010.

El 2020 va publicar Sant Martirià, cos sant de Banyoles, sobre el patró de la ciutat i l'arqueta de Sant Martirià, dins de la sèrie dels Quaderns de Banyoles. El 1997 havia localitzat dues peces de l'arqueta a punt de ser subhastades.